# Barry Sullivan
Barry Sullivan (29 de agosto de 1912 - 6 de junio de 1994) fue un actor estadounidense que actuó en más de 100 filmes desde la década de 1930 a la de 1980.

## Biografía
Nacido en la ciudad de Nueva York, era el menor de siete hermanos. Sullivan empezó a actuar encontrándose en la facultad. En los últimos años de la depresión le dijeron que podría ganar dinero en Broadway gracias a su presencia física. De esta manera comenzó una carrera de éxitos en el teatro de Broadway que culminó con su interpretación en 1954 del capitán Queeg en The  Caine Mutiny Court- Martial.
Uno de los papeles más memorables de Sullivan fue el de un director cinematográfico en The Bad and the Beautiful (Cautivos del mal), junto a Kirk Douglas. Sullivan trabajó en películas con Joan Crawford, Loretta Young y la mayor parte de las primeras actrices de los años cuarenta y cincuenta. Recorrió Estados Unidos junto con Bette Davis haciendo lecturas poéticas teatralizadas de Carl Sandburg, y trabajó junto a la actriz en el film de 1951 Payment on Demand (La egoísta).   
En 1950, Sullivan trabajó en la película A Life of Her Own, y reemplazó a Vincent Price en el papel del personaje ideado por Leslie Charteris, Simon Templar, del programa radiofónico de la NBC El Santo. Desgraciadamente el show se canceló tras dos episodios, reiniciándose cinco semanas después, en esta ocasión con Vincent Price definitivamente en el papel protagonista. En 1956 coprotagonizó junto a Barbara Stanwyck el western Los indomables.
En la temporada de 1957-1958, Sullivan trabajó en la serie televisiva Harbourmaster. Interpretaba al capitán de barco David Scott, y Paul Burke a su compañero Jeff Kittridge. La serie se emitió en la CBS, y después en la ABC bajo el nombre de Adventure at Scott Island.
En 1960, Sullivan interpretó a Pat Garrett junto a Clu Gulager, actor con el papel de Billy the Kid en la serie televisiva de western The Tall Man. También hizo un cameo en la película de Sam Peckinpah Pat Garrett y Billy The Kid (1973), como John Chisum, aunque su escena fue eliminada de la copia utilizada para el estreno. También tuvo un papel en la miniserie de 1976 Hombre rico, hombre pobre. Además de The Tall Man, Sullivan trabajó en otras dos series, Harbor Master y The Road West, esta última en la temporada 1966-1967. Sullivan interpretaba al patriarca de la familia, Ben Pride, junto a los actores Kathryn Hays, Andrew Prine, Brenda Scott, Kelly Corcoran y Glenn Corbett. 
Sullivan trabajó como artista invitado en numerosas series, incluyendo The DuPont Show with June Allyson, The Reporter, The Love Boat, Little House on the Prairie, y McMillan and Wife. También trabajó en muchos especiales de Hallmark Hall of Fame, incluyendo una aplaudida producción de "The Price" junto a George C. Scott. Sullivan fue un actor con gran demanda a lo largo de toda su carrera, en la cual interpretó desde primeros papeles románticos a villanos y, finalmente, papeles de carácter.
En sus últimos años siguió trabajando para el cine, con papeles en Oh God, con George Burns, y Earthquake, compartiendo escenas con Ava Gardner.
Su hija Jenny Sullivan escribió la obra J for J (Journals for John) tras encontrar en 1995 un paquete de cartas sin enviar escritas por su padre y dirigidas a Johnny, hermano de Jenny y discapacitado mental. La obra se estrenó en 2001, y John Ritter interpretó a Johnny, Jenny a sí misma, y el actor Jeff Kober interpretó a Barry Sullivan.
Sullivan fue activista del Partido Demócrata de los Estados Unidos, y trabajó a favor de los discapacitados mentales. 
Se casó y divorció en tres ocasiones. Una con Marie Brown, actriz de Broadway y madre de Jenny y John Sullivan. Otra con Gita Hall, modelo y actriz, madre de Patricia. Su último matrimonio fue con Desiree Sumara.
Barry Sullivan falleció en 1994 en Sherman Oaks, Los Ángeles, California, a causa de una enfermedad respiratoria. Sus restos fueron incinerados, y las cenizas se entregaron a sus allegados.
Sullivan tiene dos estrellas en el Paseo de la Fama de Hollywood: una en el 1500 de Vine Street por su trabajo televisivo, y otra en el 6160 de Hollywood Boulevard por su dedicación al cine.

## Filmografía

### Películas
- Terror en el espacio (1965)
- Terremoto (1974)